# Tinodes ventralis
Tinodes ventralis är en nattsländeart som beskrevs av Li och Morse 1997. Tinodes ventralis ingår i släktet Tinodes och familjen tunnelnattsländor. Inga underarter finns listade i Catalogue of Life.